# Lalden
Lalden es una comuna suiza del cantón del Valais, localizada en el distrito de Visp. Limita al norte con las comunas de Eggerberg y Mund, al este con Brig-Glis, al sur con Visp, y al oeste con Baltschieder.